# Linea Hanzōmon
La linea Hanzōmon (東京地下鉄半蔵門線?, Tōkyō Chikatetsu Hanzōmon-sen), ufficialmente chiamata "Line No.11 - Hanzomon Line", è una delle linee della metropolitana di Tokyo a servizio della città di Tokyo, in Giappone ed è gestita dall'operatore Tokyo Metro.
È contrassegnata dal colore viola e le sue stazioni assumono una sigla in codice composta dalla lettera Z seguita dal numero progressivo della stazione.

## Storia
La linea Hanzōmon venne proposta per la prima volta nel 1971 assieme alla linea Chiyoda e la Yūrakuchō, per risolvere i problemi di congestione della linea Ginza. Il percorso iniziale andava da Futako-Tamagawa a sulla linea Tōkyū Den-en-toshi a una nuova stazione nel distretto di Fukagawa di Kōtō. Nel 1985 un secondo piano spostò il termine finale della linea Hanzomon a Matsudo, nella prefettura di Chiba. Durante il periodo iniziale la linea aveva il nome di "linea 11". Nel 1972 iniziò la costruzione, e la maggior parte della linea doveva essere pronta in 3 anni dopo. Tuttavia, a causa dell'economia dell'epoca il cronoprogramma non venne rispettato, e solo il 1º agosto 1978 venne aperta la prima sezione fra Shibuya e Aoyama-itchōme, e il servizio diretto con la linea Den-en-toshi iniziò. Un anno dopo la linea venne estesa alla stazione di Nagatachō, ma la fase successiva prevedeva il passaggio della linea sotto il Palazzo Imperiale di Tokyo. Per evitare questo, la compagnia costruttrice fece deviare la linea a nord, e questo rese necessario costruire delle nuove stazioni. Problemi di ordine legale per gli espropri fecero aumentare il tempo richiesto per i lavori, e la stazione di Hanzomon fu aperta nel dicembre 1982, mentre l'estensione attorno al Palazzo Imperiale, fino a Mitsukoshi-mae, aprì nel gennaio 1989.
In seguito ci sono state diverse estensioni: a Suitengu-mae nel novembre 1990 e a Oshiage, l'attuale capolinea nel 2003. Nel 2000 il ministro dei trasporti dichiarò che la linea sarebbe stata completata nel 2015 con l'estensione a Matsudo.